# Blennioidei
Los Blennioidei son un suborden de peces dentro del orden Perciformes. Son generalmente peces de pequeño tamaño, con el cuerpo alargado sobre el que hay una aleta dorsal larga que llega hasta una aleta caudal redondeada. La cabeza suele tener unas prolongaciones muy características de la familia, con unos ojos prominentes y una gran boca los hace inconfundibles, aunque morfológicamente se pueden confundir por su parecido con los góbidos y los dragoncitos.

## Sistemática
Existen seis familias encuadradas en este suborden, con más de 800 especies conocidas:
- Familia Blenniidae - Blénidos o Borrachos.
- Familia Chaenopsidae - Trambollos tubícolas.
- Familia Clinidae - Sargaceros.
- Familia Dactyloscopidae - Miraestrellas.
- Familia Labrisomidae - Trambollos.
- Familia Tripterygiidae - Tres aletas.

Estudios recientes promovieron la propuesta de escindir el suborden Blennoidei en categoría de orden, el de los Blenniformes. Las relaciones filogenéticas de los Blenniiformes se han dilucidado utilizando datos moleculares..

## Imágenes

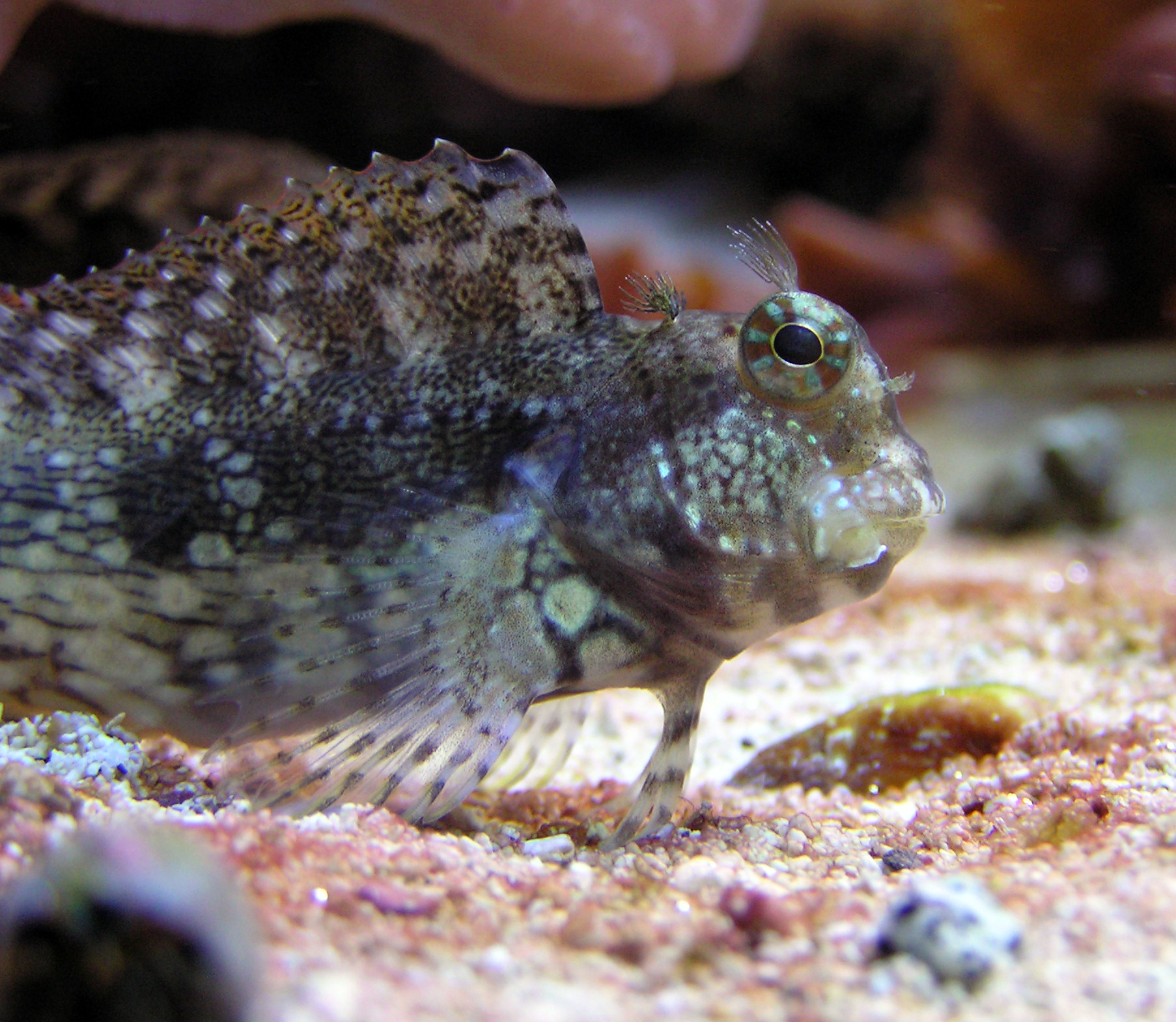
Salarias fasciatus
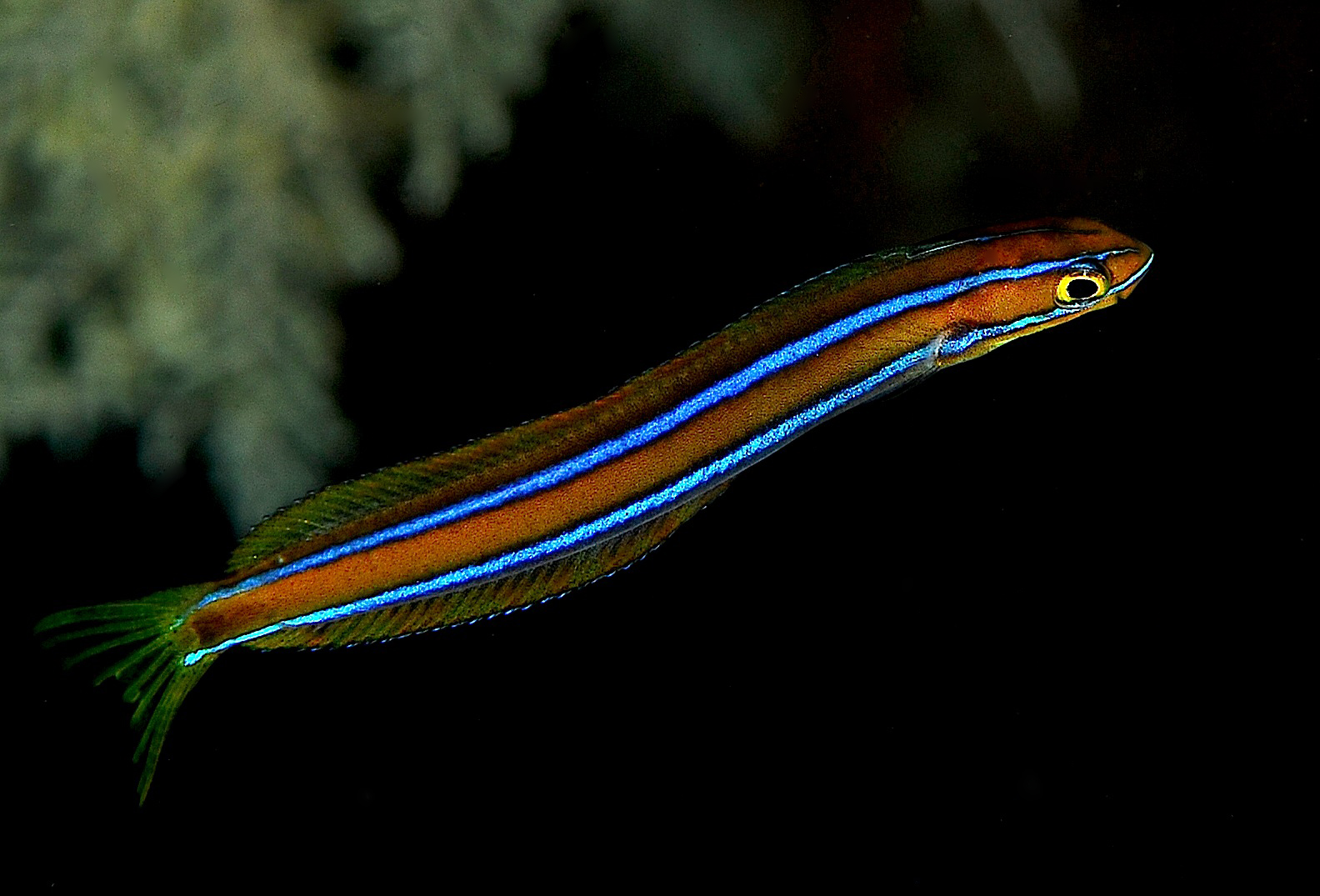
Plagiotremus rhinorhynchos
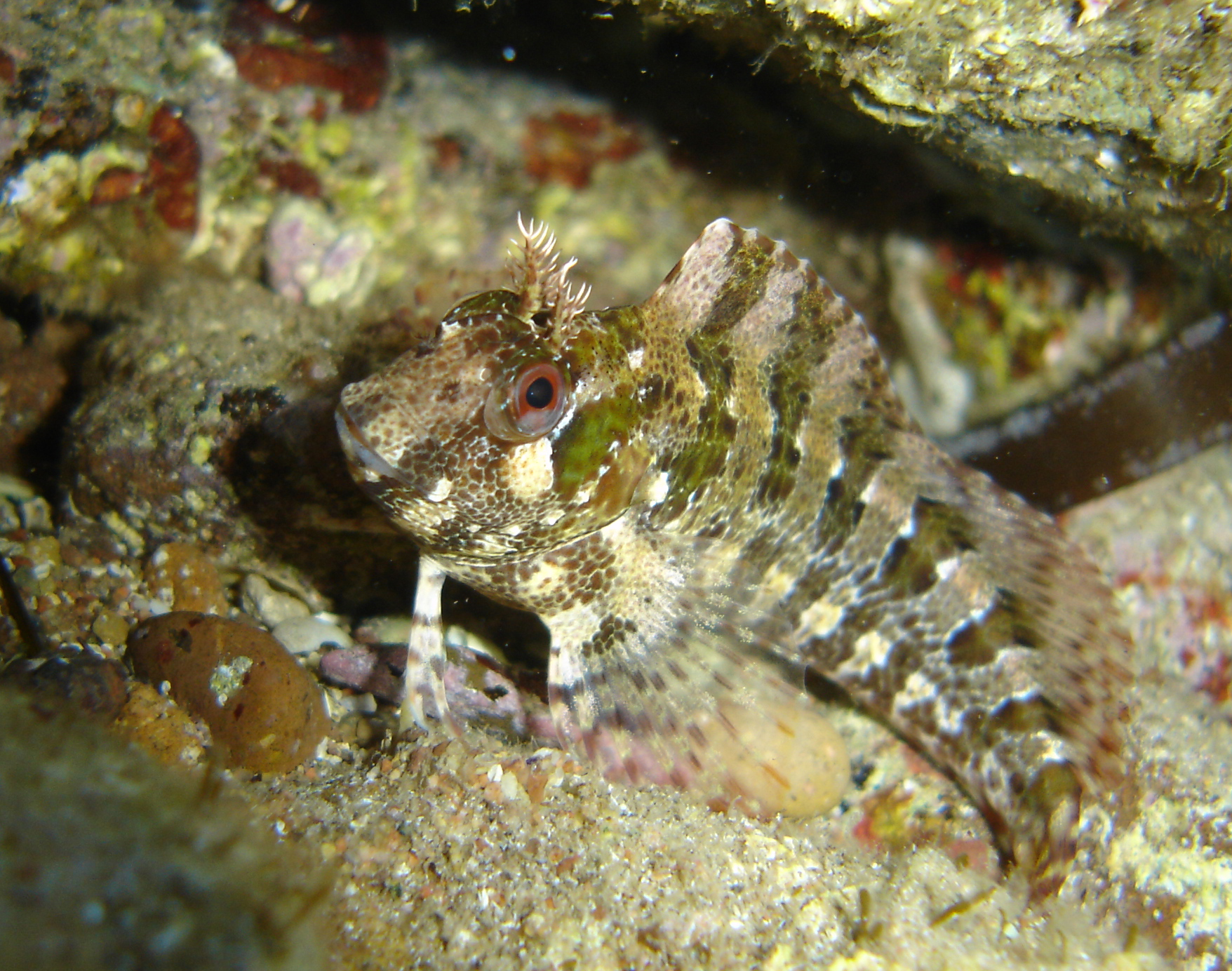
Parablennius gattorugine
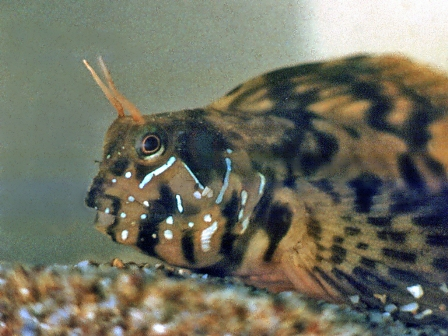
Blennius sphinx